# Как потерять друзей и заставить всех тебя ненавидеть
«Как потерять друзей и заставить всех тебя ненавидеть» (англ. How to Lose Friends & Alienate People) — британская комедия 2008 года. Сценарий создан по мотивам одноименных мемуаров Тоби Янга. Название книги и фильма является аллюзией на название книги известного американского психолога Дейла Карнеги «Как завоёвывать друзей и оказывать влияние на людей».

## Сюжет
Герой фильма Сидни Янг — британский журналист из небольшого издания «Post Modern Review». Всеми правдами и неправдами он пытается раскрыть тайны звезд, проникая на закрытые гламурные вечеринки. Однажды, после очередного «приключения», ему позвонил редактор известного нью-йоркского гламурного журнала Sharps Клэйтон Хардинг и предложил работу. Сидни переезжает в Нью-Йорк.
На новом месте Сидни поручают вести колонку звезд, и ему нужно отучаться от замашек жёлтой журналистики, вульгарного стиля. Его коллега журналистка Элисон Олсен не одобряет его беспринципного поведения. Сидни поручают подготовить материалы о клиентах агентства Элеанор Джонсон. Её поначалу совершенно не устраивает публицистика Янга. Тем не менее Янга привлекает очаровательная актриса Софи Мейс, и он готов пойти на всё, чтобы стать к ней поближе. Происходит небольшой инцидент, Сидни случайно убивает собаку Софи. Элисон помогает уладить проблему, и между Элисон и Сидни возникает дружба.
Элисон работает в журналистике, но хочет стать литератором. Уже не первый год она пишет свой первый роман и признаётся в этом Сидни. Её связывают романтические отношения с женатым боссом Сидни Лоуренсом Мэддоксом. Желая скомпрометировать Мэддокса, Сидни в рабочее время приглашает в его кабинет стриптизершу, но из-за этого всё становится только хуже. Мэддокс подаёт на развод и собирается жениться на Элисон. Сидни пересматривает свой подход к работе и находит общий язык с Элеанор Джонсон. Она удовлетворена его новыми материалами и даёт зелёный свет на интервью с Софи Мейс. Сидни получает повышение по службе и метит на место Мэддокса.
Во время вечеринки с участием Софи Мейс Сидни проигрывает актрисе шутливый спор. Она требует от него отдать золотое кольцо, подарок матери, за что обещает переспать с ним. Сидни соглашается. На следующий день происходит церемония вручения наград одной из кинематографических премий. Во время церемонии победителем объявляют Софи. Сидни, переживающий свой позор, неожиданно закатывает скандал и силой заставляет Софи вернуть кольцо. Он находит Эллисон, и в концовке они вместе смотрят её любимый фильм «Сладкая жизнь».

## В ролях
| Актёр             | Роль                        |
| ----------------- | --------------------------- |
| Саймон Пегг       | Сидни Янг                   |
| Кирстен Данст     | Элисон Олсен                |
| Меган Фокс        | Софи Мэйс                   |
| Джиллиан Андерсон | Элинор Джонсон              |
| Лиза Макаллистер  | помощник Софи Мэйс          |
| Джефф Бриджес     | Клэйтон Хардинг             |
| Мириам Маргулис   | миссис Ковальски            |
| Шарлотт Девани    | Бобби                       |
| Дэнни Хьюстон     | Лоуренс Мэддокс             |
| Дайана Кент       | Рейчел Петкофф              |
| Макс Мингелла     | Винсент Лепак               |
| Марго Стилли      | Ингридт                     |
| Билл Патерсон     | лорд Ричард Янг, отец Сидни |
| Брайан Остин Грин | гость на вечеринке          |
| Тэнди Ньютон      | в роли самой себя           |
| Крис О’Дауд       | эпизодическая роль          |
| Кэтрин Паркинсон  | эпизодическая роль          |
| Джеймс Корден     | эпизодическая роль          |

## Производство
Фильм является независимым. Продюсером фильма выступила компания Number 9 Films.

## Критика
Согласно агрегатору рецензий Rotten Tomatoes рейтинг одобрения составляет 36 % на основе 113 рецензий со средней оценкой 5 из 10. Консенсус критиков сайта гласит: «Достойная игра Пегга в разочаровывающем фильме. Адаптация Вайде слишком сильно полагается на фарс и упускает суть исходного материала».